# مارك كيلي (عسكري)
مارك كيلي (بالإنجليزية: Mark Kelly) هو عسكري أسترالي، ولد في 31 أكتوبر 1956 في سيدني في أستراليا.